# Тобалина, Карлос
Карлос Тобалина Аспирес (исп. Carlos Tobalina Aspirez; род. 2 августа 1985, Кастро-Урдиалес, Кантабрия) — испанский легкоатлет, специалист по толканию ядра. Выступает за сборную Испании по лёгкой атлетике с 2012 года, обладатель серебряной и бронзовой медалей Кубка Европы, многократный победитель и призёр первенств национального значения, участник летних Олимпийских игр в Рио-де-Жанейро.

## Биография
Карлос Тобалина родился 2 августа 1985 года в городе Кастро-Урдьялес, автономное сообщество Кантабрия.
Впервые заявил о себе на международном уровне в сезоне 2012 года, когда вошёл в состав испанской национальной сборной и выступил на иберо-американском чемпионате в Баркисимето, где в зачёте толкания ядра стал шестым.
В 2014 году занял девятое место на чемпионате Европы в Цюрихе.
В 2015 году принял участие в чемпионате Европы в помещении в Праге, выиграл бронзовую медаль на Кубке Европы по зимним метаниям в Лейрии.
В 2016 году закрыл десятку сильнейших на чемпионате мира в помещении в Портленде и на чемпионате Европы в Амстердаме. Выполнив олимпийский квалификационный норматив (20,50), удостоился права защищать честь страны на летних Олимпийских играх в Рио-де-Жанейро — в программе толкания ядра показал результат 19,98 метра, чего оказалось недостаточно для выхода в финал.
После Олимпиады в Рио Тобалина остался действующим спортсменом и продолжил принимать участие в крупнейших международных стартах. Так, в 2017 году он отметился выступлением на чемпионате Европы в помещении в Белграде и на чемпионате мира в Лондоне. На домашнем Кубке Европы по метаниям в Лас-Пальмасе с личным рекордом 20,57 стал серебряным призёром.
В 2018 году занял восьмое место на Средиземноморских играх в Таррагоне, толкал ядро на чемпионате Европы в Берлине.
В 2019 году состязался на чемпионате Европы в помещении в Глазго, стал шестым на Кубке Европы в Шаморине.